# 鹿王院駅
鹿王院駅（ろくおういんえき）は、京都府京都市右京区嵯峨北堀町にある京福電気鉄道嵐山本線の停留場。駅ナンバリングはA11。

## 歴史
- 1956年（昭和31年）11月27日：開業[1]。

路線開通当時は存在しなかった停留場で、公団住宅の建設を契機に開設された停留場である。そのため両隣の停留場との距離が比較的短めとなっている。

## 停留場構造
相対式ホーム2面2線の地上駅。停留場東側の踏切を通過する道路へは各ホームとも階段で連絡する。
嵐山方面行きのホームの幅は特に狭く、ベンチは1人掛けのプラスチック製のものが2人分のみ設置されているが、ベンチ前の幅員を確保するためベンチの背もたれ部分をカットして設置している。なお、道路は踏切部分も含めて道幅が狭く、最も近い幹線道路である三条通への約300メートルの道程には自動車の離合が困難な場所がある。

## 停留場周辺
- 鹿王院
- 京都市立広沢小学校

## 隣の停留場
京福電気鉄道
■嵐山本線
車折神社駅 (A10) - 鹿王院駅 (A11) - 嵐電嵯峨駅 (A12)
- 括弧内は駅番号を示す。